# Сирія на літніх Олімпійських іграх 2012
Сирія на літніх Олімпійських іграх 2012 була представлена 10 спортсменами в 7 видах спорту. Громадянська війна в Сирії викликала побоювання з приводу участі країни в Олімпійських іграх. Президент сирійського національного комітету в інтерв'ю ITV News заявив: «Без питань, ми будемо брати участь» Британський прем'єр-міністр Девід Кемерон сказав, що атлети із Сирії зможуть взяти участь у літніх олімпійських іграх, але офіційний особам країни в'їзд в Євросоюз, як і раніше заборонений. Збірна, представлена у Лондоні, відмовилася коментувати політичну ситуацію в країні; хоча їхні вболівальники всіляко висловлювали свою вірність уряду Сирії.